# ورژن
ورژن (به فرانسوی: Verjon) یک کمون در فرانسه است که در Canton of Coligny واقع شده‌است.

## خصوصیات
ورژن ۵٫۱۱ کیلومترمربع مساحت و ۲۵۰ نفر جمعیت دارد و ۲۴۳ متر بالاتر از سطح دریا واقع شده‌است.